# 阿曼格利季區
49°52′12″N 65°19′12″E / 49.87000°N 65.32000°E

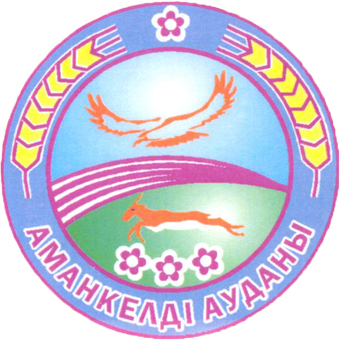

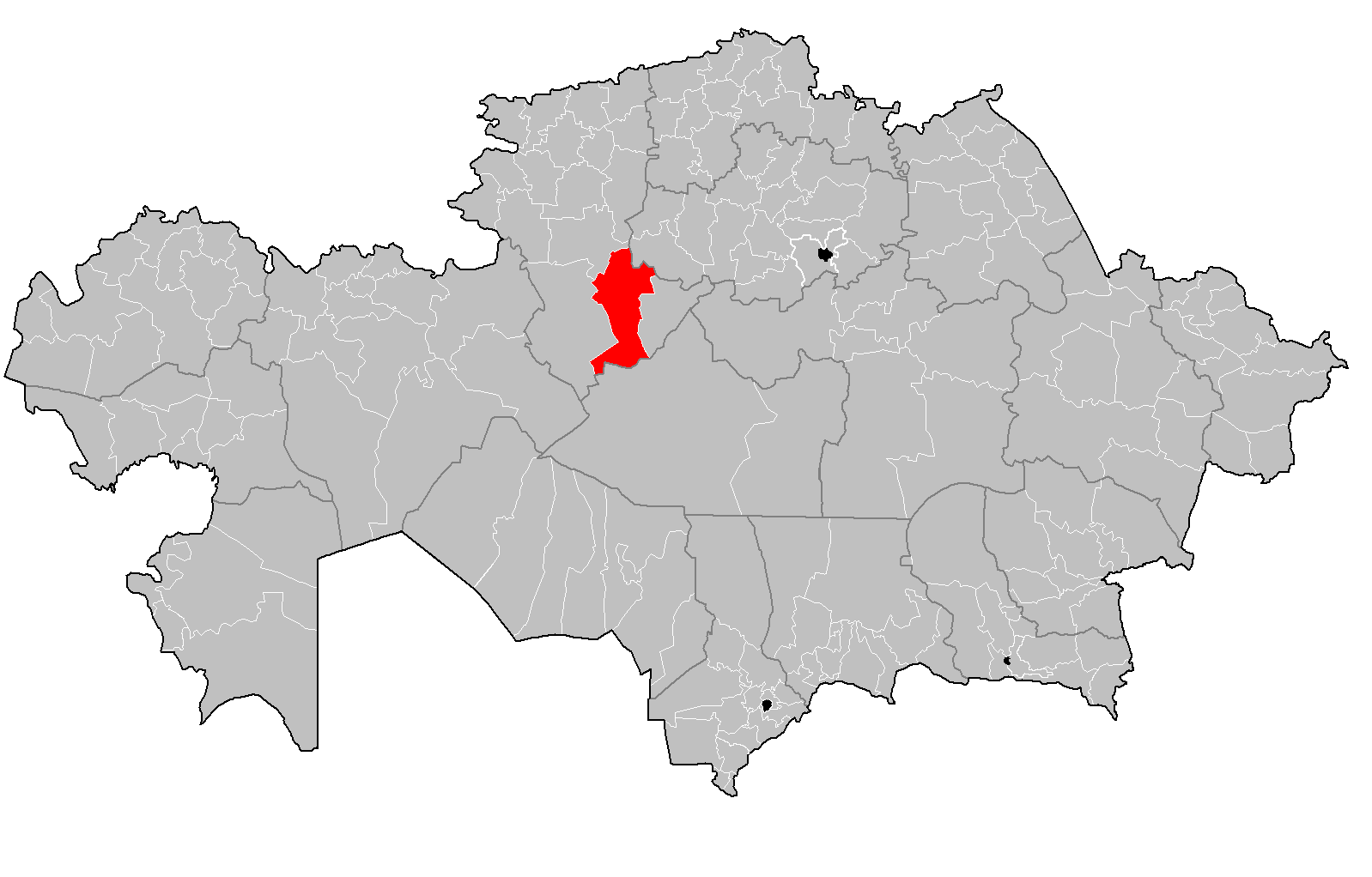

阿曼格利季區是哈薩克斯坦的行政區，位於該國北部，由庫斯塔奈州負責管轄，首府設於阿曼格利季，始建於1928年，面積22,600平方公里，2016年人口17,355。